# In This Moment
Pour les articles homonymes, voir ITM.
In This Moment (ITM) est un groupe de metalcore américain, originaire de Los Angeles, en Californie. Le groupe, formé en 2005, se compose initialement de la chanteuse Maria Brink et du guitariste Chris Howorth. Le batteur Jeff Fabb rejoint ensuite le groupe, ce dernier se nommant Dying Star. Mécontents de leur direction musicale, ils changent le nom du groupe en In This Moment et engagent deux nouveaux membres, le guitariste Blake Bunzel et le bassiste Josh Newell. Fin 2005, le bassiste Newell quitte le groupe et se voit remplacé par Pascual Romero, qui, en retour, est remplacé par Jesse Landry. Landry est remplacé par Kyle Konkiel en 2009, et ce dernier par Travis Johnson en 2010. Jeff Fabb et Blake Bunzel quittent le groupe en 2011, et sont remplacés par Tom Hane et Randy Weitzel, respectivement.
Leur premier album, Beautiful Tragedy, est commercialisé en 2007. Leur second album, intitulé The Dream est commercialisé l'année suivante, débutant à la 73e place du classement musical Billboard 200. Le troisième album du groupe, A Star-Crossed Wasteland est commercialisé en 2010, et le quatrième album intitulé Blood est commercialisé en 2012, débutant à la 15e place dans les classements. Le groupe a joué dans de nombreuses tournées et nombre de festivals dont Ozzfest en 2007 et 2008, Warped Tour en 2009, Download Festival en 2009, Mayhem Festival en 2010, Music as a Weapon V en 2011, et l'Uproar Festival (en) en 2012. Ils ont également joué au Download Festival en 2013.

## Historique

### Formation etBeautiful Tragedy(2005–2008)
En août 2005, la chanteuse Maria Brink et le guitariste Chris Howorth se rencontrent entre amis. Tous les deux voyant qu'ils partageaient un intérêt commun pour la musique, débutent ensemble dans l'écriture de chansons. Plus tard, ils engagent l'aide du batteur originaire de Los Angeles, Jeff Fabb, et forment le groupe sous le nom initial de Dying Star. Mécontents de voir dans quelle direction musicale se dirige le groupe, ils décident de s'orienter vers un style différent. Mi-2005, la line-up se constituait de Brink, Howorth, Fabb, du guitariste Blake Bunzel, et du bassiste Josh Newell. Le groupe enregistre quelques démos et les poste sur sa page officielle MySpace. En hiver 2005, Newell quitte le groupe pour mieux se concentrer sur son nouveau projet, Ketaset (en), et sur le métier d'ingénieur du son. Le producteur Pascual Romero devient par la suite le bassiste pendant une courte durée avant que Jesse Landry ne prennent sa place. Rob « Blasko » Nicholson, le bassiste du groupe Ozzy Osbourne devient le manager du groupe après l'avoir découvert via MySpace.
Fin 2005, In This Moment se popularise via marketing sur Internet et quelques tournées indépendants. Century Media Records s'intéresse au groupe ; ce dernier signera pour un contrat d'une ampleur internationale. Le groupe commercialise son tout premier album Beautiful Tragedy le 20 mars 2007, précédant les singles Prayers et le titre éponyme Beautiful Tragedy. L'album est produit par Eric Rachel, mélangeant sonorités metalcore et hard rock avec des paroles caractérisant les mauvaises expériences personnelles vécues par Brink. La voix de Brink alterne entre chant et hurlements. Le groupe joue ensuite dans de nombreuses tournées dont The Hottest Chicks in Metal Tour 2007 aux côtés de Lacuna Coil, Ozzfest durant étés 2007 et 2008, Megadeth, et durant la tournée Rob Zombie et Ozzy Osbourne. Ils enregistrent également une reprise du titre Heaven's a Lie de Lacuna Coil, aux côtés du groupe Manntis (en), pour l'album Covering 20 Years of Extreme au label Century Media Records.

### The DreametA Star-Crossed Wasteland(2008–2011)
In This Moment commercialise son second album intitulé The Dream le 30 septembre 2008. L'album est positivement accueilli et marque les débuts du groupe dans le classement Billboard 200, à la 73e place. L'album est produit par Kevin Churko et présente une approche moins heavy, et plus focalisée sur la voix de Brink,,. Le titre Forever est présenté en tant que titre principal de l'album. Pour la promotion de son album, ils partent en tournée avec Five Finger Death Punch, Mudvayne, Papa Roach, et Filter. Ils apparaissent également sur scène au Give It a Name (en) britannique et participe à la line-up du Warped Tour de 2009, sur le Ernie Ball Stage. Ils jouent également au Download Festival 2009. Une reprise du titre Call Me de Blondie est présenté en tant que second single de l'album The Dream. La reprise apparait dans l'édition spéciale The Dream: Ultraviolet Edition durant la même date que le Warped Tour, qui présentent des pistes exclusives et performances acoustiques.
Le groupe embarque dans une headline intitulée A Winter to Remember Tour, aux côtés de Motionless in White, In Fear and Faith, Agraceful. Automne 2009, Maria Brink et Chris Howorth annoncent l'écriture de leur prochain album, qui sera selon leurs termes plus sombre et plus lourd. Brink révèle le titre de l'album, A Star-Crossed Wasteland, sur son site officiel en février 2010. Après avoir été élue « Bomba la plus sexy du metal » aux Golden God awards du magazine Revolver en avril 2010, Maria Brink donne lors d'une entrevue la date de sortie pour l'album A Star-Crossed Wasteland au 13 juillet 2010. Le premier single de l'album, The Gun Show est mis en ligne sur iTunes le 1er juin 2010. L'album se vend à 10 500 à sa première semaine, et débute à la 40e place du classement Billboard, qui est l'une des plus grandes performances du groupe. Été 2010, le groupe joue au Mayhem Festival 2010 aux côtés de Korn, Rob Zombie, Five Finger Death Punch, Hatebreed, Shadows Fall, notamment. Le 24 septembre 2010, In This Moment diffuse officiellement un vidéoclip du titre The Promise, tourné et réalisé par David Brodsky. Le 21 novembre 2010, In This Moment est annoncé pour jouer avec Sevendust, Disturbed et Korn durant ma tournée de Music as a Weapon V.Peu après la tournée Music as a Weapon, legroupe part pour une autre headline intitulée Hell Hath No Fury Tour, avec Straight Line Stitch, System Divide (en), et Sister Sin. Le groupe participe également au All Stars Tour aux côtés de groupes tels que Alesana, Blessthefall, et Sleeping with Sirens.

### Blood(2011-2013)
En mai 2011, In This Moment poste sur Facebook l'annonce d'un nouvel album pour 2012. Il semblerait que l'album sera composé sans les membres Jeff Fabb et Blake Bunzel, qui travaillent à cette même période pour James Durbin en septembre 2011. En novembre 2011, In this Moment participe à la croisière ShipRocked aux côtés de Candlebox, Hinder, Filter, Sevendust, Buckcherry, et bien d'autres. Le titre Blood est révélé être le titre principal de l'album du même nom le 6 avril 2012. Le 14 mai 2012, l'album est annoncé paraître le 14 septembre 2012. La couverture et la liste de piste pour l'album Blood sont révélées le 18 juin 2012.
Pour la promotion de l'album Blood, le groupe part pour une mini-tournée en jouant quelques titres de l'album en live. Plus tard en 2012, il joue aux côtés de Shinedown et Papa Roach. In This Moment participe également au Uproar Festival (en) 2012 avec d'autres groupes comme Godsmack et Staind. In This Moment participe à la croisière ShipRocked de 2012 et à Rock on the Range, avec des groupes comme Godsmack, Korn, Five Finger Death Punch, P.O.D., Sevendust, Filter, Fuel, Black Stone Cherry, Pop Evil, LIT, Helmet, Geoff Tate, Gilby Clarke, et Dead Sara. In This Moment programme ses line-ups pour mars à juin 2013, suivies par sa participation au Carnival of Madness Tour.

### Black Widow(2014)
Leur cinquième album studio, intitulé Black Widow, sort le 17 novembre 2014, le premier sur le label Atlantic Records. Enregistré au Studio Hideout Recording à Las Vegas, il est produit par Kevin Churko (Ozzy Osbourne, Five Finger Death Punch, Hellyeah, Papa Roach) et précédé du single Sick Like Me. Il se vend à 36 000 exemplaires sur sa première semaine de ventes aux États-Unis et obtient la 8e place du Billboard 200. Une première compilation intitulée Rise of the Blood Legion - Greatest Hits (Chapter 1) est prévue pour le 5 mai 2015.

### Ritual (2017-2018)
Ce sixième album studio sort le 16 juin 2017, à la fois sur Atlantic Records et Roadrunner Records. Le guitariste Chris Howorth décrit le son de cet album comme plus "brut", "sérieux", et "dépouillé",.
Quatre singles sont tirés de cet album :
- "Oh Lord" le 10 mai 2017. Accompagné d'un clip réalisé par Maria Brink et Robert Kley[24].
- "Roots" le 16 juin 2017. Accompagné d'un clip réalisé par Maria Brink et Robert Kley[25].
- "In the air tonight" une reprise de Phil Collins le 17 juillet 2017. Accompagné d'une lyric video.
- "Black Wedding" avec Rob Halford de Judas Priest le 27 avril 2018. Halford y interprète un prêtre dans un duo avec Maria Brink. Accompagné d'un clip réalisé par Maria Brink et Robert Kley.

### Mother (depuis 2020)
Le premier single The In-Between sort le 22 janvier 2020. Cela marque le début du nouvel album Mother qui sort le 27 mars 2020[réf. souhaitée].

## Membres

### Membres actuels
- Maria Brink – chant, piano (depuis 2005)
- Chris Howorth – guitare lead, chant secondaire (depuis 2005)
- Travis Johnson – basse, chant secondaire (depuis 2010)
- Randy Weitzel – guitare rythmique (depuis 2011)
- Kent Diimmel - batterie (depuis 2016)

### Anciens membres
- Tom Hane – batterie (2011-2016)
- Blake Bunzel – guitare rythmique, chant secondaire (2005–2011)
- Jeff Fabb – batterie (2005–2011)
- Kyle Konkiel – basse, chant secondaire  (2009–2010)
- Jesse Landry – basse, chant secondaire (2005–2009)
- Josh Newell – basse, chant secondaire (2005)
- Pascual Romero – basse (2005)

## Discographie

### Albums studio
- 2007 : Beautiful Tragedy
- 2008 : The Dream
- 2010 : A Star-Crossed Wasteland
- 2012 : Blood
- 2014 : Black Widow
- 2017 : Ritual
- 2020 : Mother
- 2023 : GODMODE

### Album live
- 2014 : Blood at the Orpheum

### Compilation
- 2015 : Rise of the Blood Legion - Greatest Hits (Chapter 1)